# Marthe Orant
Marthe Orant, eigentlich Marthe Marie Hélène Orant, (* 3. Juni 1874 in Poissy, Département Yvelines; † 27. August 1957 in Paris) war eine französische Malerin des Post-Impressionismus.

## Leben
Um 1900 kam Orant nach Paris, um die Weltausstellung zu besuchen. Begeistert von den künstlerischen Möglichkeiten blieb sie und ließ sich in Montmartre nieder.
Sie schloss sich keiner Künstlergruppe direkt an, arbeitete aber gelegentlich mit Kollegen in den Künstlerkolonien La Ruche (15. Arrondissement) und bei Les Fusains (18. Arrondissement) zusammen. Die Société des Artistes Français wurde auf sie aufmerksam und lud sie bald ein, an den großen Jahresausstellungen (u. a. Salon de Paris) teilzunehmen.
Während der beiden Weltkriege verließ sie Paris nicht: Von 1914 bis 1918 arbeitete sie als Krankenschwester und das Ende des Zweiten Weltkriegs (→Befreiung von Paris) erlebte Orant zurückgezogen in ihrer Wohnung (Rue de Vaugirard, 103). In der Nachkriegszeit konnte Orant nicht mehr an frühere Erfolge anknüpfen.
Marthe Orant starb 1957 im Hôpital Sainte-Anne (14. Arrondissement) und fand auf dem Cimetière Montparnasse ihre letzte Ruhestätte.

## Ehrungen
- 1930 Prix Marie Bashkirtseff[1] (Société des Artistes Français)
- 1937 Silbermedaille (Weltfachausstellung in Paris)